# Jan Samsonowicz (1944–1983)

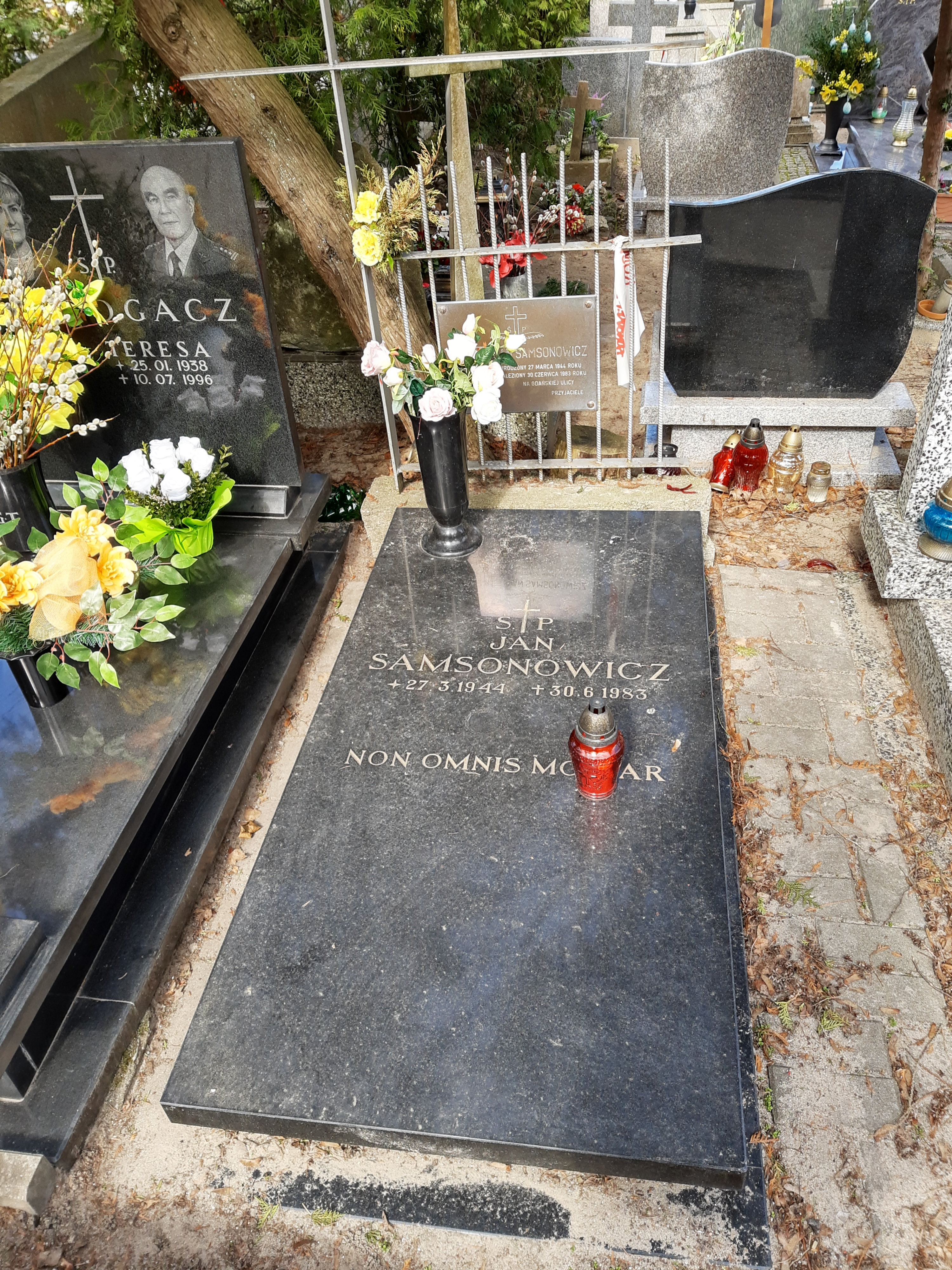
Grób Jana Samsonowicza na cmentarzu katolickim w Sopocie

Jan Michał Samsonowicz (ur. 27 marca 1944 w Gorlicach, zm. 30 czerwca 1983 w Gdańsku) – polski poeta i działacz opozycji w czasach PRL, jeden z inicjatorów powstania Ruchu Młodej Polski, działacz NSZZ „Solidarność”.

## Życiorys
Absolwent filologii polskiej na Uniwersytecie Gdańskim (1977). Od 1967 był członkiem i przewodniczącym Koła Młodych Związku Literatów Polskich w Gdańsku.
Pracował jako ekspedytor, referent i zaopatrzeniowiec. Od 1977 współpracownik ROPCiO, w 1978 współzałożyciel Ruchu Młodej Polski, od 1978 współpracownik WZZ Wybrzeża. 15 sierpnia 1980 był przedstawicielem Akademii Medycznej w Gdańsku (gdzie był zatrudniony jako referent w dziale zaopatrzenia) w strajkującej Stoczni Gdańskiej im. Lenina. Po zakończeniu strajków w sierpniu 1980 został wybrany przewodniczącym Komisji Zakładowej NSZZ Solidarność na AM w Gdańsku. Na przełomie maja i czerwca 1981 przeprowadził strajk głodowy z żądaniem wypuszczenia wszystkich więźniów politycznych PRL. Wybrany delegatem na I Zjazd Krajowy Delegatów NSZZ Solidarność, został członkiem Prezydium Zarządu Regionu. W nocy 13 grudnia 1981 został internowany w obozie w Strzebielinku, później przeniesiono go do obozu w Iławie. Uwolniony 16 lipca 1982.
Od początku znalazł się w kręgu zainteresowania SB. Służba Bezpieczeństwa prowadziła sprawy operacyjne Dominik, Medyk i Samson. Wraz z Piotrem Dykiem prowadził tajną komórkę kontrwywiadowczą Solidarności, która wpadła na trop tajnego współpracownika SB, ulokowanego wysoko we władzach związku oraz zbadała kanały przepływów pomocy finansowej z Zachodu dla Solidarności, kontrolę nad którymi przejęła SB.
30 czerwca 1983 jego ciało znaleziono powieszone na płocie przy stadionie Klubu Sportowego Stoczniowiec w Gdańsku Młyniskach. Wszystkie poszlaki wskazywały na intencjonalne działania osób trzecich w celu upozorowania samobójstwa. Powstała w 1989 Sejmowa Komisja Nadzwyczajna do Zbadania Działalności MSW umieściła jego nazwisko na liście potencjalnych ofiar przestępczych działań MSW i SB w czasie stanu wojennego. W 1991 Prokuratura Wojewódzka w Gdańsku wznowiła śledztwo w sprawie jego śmierci. W czerwcu 2023 IPN również wznowił śledztwo w sprawie śmierci Jana Samsonowicza.
Został pochowany na cmentarzu katolickim w Sopocie (kwatera B3-10-2). Jego pogrzeb stał się areną wielotysięcznej manifestacji patriotycznej.
30 czerwca 2023 odbyła się uroczystość odsłonięcia tablicy, przy ulicy ul. Dickensa 3 w dzielnicy Przeróbka w Gdańsku, upamiętniającej Jana Samsonowicza. W kwietniu 2025 decyzją Rady Miasta Gdańska został patronem jednej z ulic w dzielnicy Śródmieście w tym mieście.

## Odznaczenia
- Krzyż Komandorski Orderu Odrodzenia Polski – 2006, pośmiertnie[6]
- Krzyż Wolności i Solidarności – 2018, pośmiertnie[7]